# Albrecht Erxleben
Julius Karl Albrecht Otto Erxleben (* 1. Januar 1814 in Schnepfenthal; † 11. März 1887 in Rostock) war ein deutscher Richter und Hochschullehrer in der Schweiz.

## Leben
Albrecht Erxleben wurde 1814 als Sohn des Amtsmanns Julius Carl Friedrich Erxleben, welcher in Achim bei Bremen und später in Osnabrück tätig war, in Schnepfenthal in Sachsen-Weimar-Eisenach geboren. Sein Bruder Carl Erxleben war Mitglied der hannoverschen Ständeversammlung und Landdrost von Ostfriesland. Albrecht Erxleben studierte nach dem Schulbesuch in Achim Rechtswissenschaften in Göttingen und Berlin. In Göttingen wurde er 1832 Mitglied des Corps Hannovera und wurde dort gemeinsam mit dem späteren Reichsgründer und -kanzler Otto v. Bismarck am 6. Juli 1832 aufgenommen. An der Universität Göttingen wurde er mit seiner Dissertation unter dem Titel De contractuum innominatorum indole ac natura commentatio zum Doktor der Rechte promoviert.
1837 habilitierte sich Erxleben an der Universität Göttingen und war zunächst als Privatdozent der Rechte an derselbigen tätig. Als solcher veröffentlichte er aus dessen hinterlassenen Papieren die zivilrechtlichen Vorlesungen des Rechtswissenschaftlers Johann Friedrich Ludwig Göschen. 1841 wurde er auf Empfehlung des bekannten Rechtswissenschaftlers Friedrich Carl von Savignys als ordentlicher Professor für Römisches Recht und Kirchenrecht an die Universität Zürich berufen. Dort hatte er unter anderem Kontakt zu dem ebenfalls an der Universität Zürich lehrenden Theodor Mommsen, der dort von 1852 bis 1854 ebenfalls Vorlesungen zum römischen Recht hielt. Er veröffentlichte in dieser Zeit Schriften zur zivilrechtlichen Rechtsdogmatik und zwei Lehrbücher zum Römischen Recht. Erxleben gilt als Vertreter der historische Rechtsschule und der Pandekistik. Er wurde hinsichtlich seiner Kondiktionenlehre von Savigny beeinflusst, wich aber in gewisser Hinsicht von Savigny ab. Von 1844 bis 1846 war Erxleben Dekan der staatswissenschaftlichen Fakultät der Universität Zürich. Sein Nachfolger wurde 1854 Heinrich Dernburg.
Ab 1854 war er Richter am Oberappellationsgericht in Rostock.  Das Gericht war der oberste Gerichtshof der beiden (Teil-)Großherzogthümer Mecklenburg-Schwerin und Mecklenburg-Strelitz und entschied in letzter Instanz in allen Zivil- und Kriminalsachen. Nach der Gerichtsreform im Zuge der Reichsjustizgesetze wurde er Senatspräsident und Vizepräsident des neu geschaffenen Oberlandesgerichts Rostock. Nach seinem Tode folgte ihm sein Richterkollege Bernhard von Maltzan im Amt.
Erxleben war mit Emma Auguste geb. Reinbold verheiratet. Er starb im Jahre 1887 in Rostock.

## Auszeichnungen
- Hausorden der Wendischen Krone, Großkomtur

## Publikationen
- Albrecht Erxleben: Lehrbuch des Römischen Rechts.
  - Band 1: Einleitung in das Römische Privatrecht. Dieterich, 1854 (Digitalisat)
- Albrecht Erxleben: Die Rückforderung erfolgloser Leistungen oder Die obligatio ob rem dati re non secuta. 1853
- Albrecht Erxleben: Die condictiones sine causa.
  - Band 1: Die Condictio indebiti. Dieterich, Göttingen 1850 (Digitalisat)
  - Band 2: Die Conditio causa data causa non secuta. Göttingen 1853
- Albrecht Erxleben: Rechtsgutachten in Sachen der Gemeinden Oberdorf und Längendorf wider die Stadtgemeinde Solothurn: betreffend Streitigkeiten über behauptete Drittmannsrechte an städtischen Waldungen. Gaßmann, 1845
- Albrecht Erxleben: Vorlesungen über das gemeine Civilrecht von Johann Friedrich Ludwig Göschen.
  - Band 1: Einleitung und allgemeiner Theil. Vandenhoeck und Ruprecht, Göttingen 1838 (Digitalisat)
  - Band 2, Ausgabe 1: Obligationenrecht. Vandenhoeck und Ruprecht, Göttingen 1840
  - Band 2, Ausgabe 2: Sachenrecht. Vandenhoeck und Ruprecht, Göttingen 1840
  - Band 3, Ausgabe 1: Familienrecht. Vandenhoeck und Ruprecht, Göttingen 1840
  - Band 3, Ausgabe 2: Erbrecht. Vandenhoeck und Ruprecht, Göttingen 1840 (Digitalisat)
- Albrecht Erxleben: De contractuum innominatorum indole ac natura commentatio. Inauguraldissertation, in commissis apud R. Deuerlich, Göttingen 1835 (Digitalisat)